# Обретая свободу
Музей «Обретая свободу» — филиал Государственного центрального музея современной истории России. Работал с 1990 по 2016 год.

## История музея
Музей «Обретая свободу» был основан в 1990 году как филиал Музея Революции. Сюда были переданы материалы музея М. И. Калинина. Своё название «Обретая свободу» музей получил по одноименной экспозиции, открытой в 1992 году к 75-летию Февральской революции.
Филиал Музея Революции «Обретая свободу» с 1994 года занимал 1300 кв. м. в центральной части здания по адресу ул. Делегатская, дом 3, деля его с расположенным в этом же здании Всероссийским музеем декоративно-прикладного и народного искусства (ВМДПНИ). Два музея с трудом существовали в одном здании. Тому и другому музею пришлось серьезно перестроить свою экспозицию. После закрытия музея все здание занимает ВМДПНИ.

## Экспозиция музея
Изначально экспозиция музея была посвящена политической истории России и процессам становления гражданского общества, начавшимся в 1985 году (Перестройка).
В 2000-е годы в музее демонстрировались периодически сменяемые тематические и коллекционные выставки из фондов ГЦМСИР и персональные выставки московских художников.
12 февраля 2010 года  в музее была открыта стационарная интерактивная выставка «Мой дом — Россия. XX век», разместившаяся в 27 залах. В экспозиции была представлена история интерьеров с 1900 года: дворянская гостиная, коммунальная квартира 1920-х годов, барак 1930-х годов, довоенный кабинет М. И. Калинина, типичная комната советского начальника 1950-х годов, комната в  квартире 1950-х годов, хорошо обставленная квартира-хрущёвка, гостиничный номер 1970-х годов (была воссоздана подлинная обстановка стандартного номера гостиницы «Россия»).
После закрытия филиала «Обретая свободу» экспозиция была перестроена и разместилась в другом филиале ГЦМСИР — Историко-мемориальном музее «Пресня».